# تالار نمایش چندگانه الحمرا
تالار نمایش چندگانه الحمرا (انگلیسی: Alhambra Theatre of Variety) یک تالار موسیقی مشهور در بخش شرقی میدان لستر در وست اند لندن است. این تالار موسیقی در آغاز پانوپتیکون سلطنتی علم و هنر نام داشت و در ۱۸ مارس ۱۸۵۴ افتتاح شد و پس از دو سال بسته شد؛ اما مجدداً با نامِ الحمرا بازگشایی شد. این بنا در سال ۱۹۳۶ تخریب شد. نام الحمرا در تالارهای نمایش یا موسیقی دیگری در بریتانیا از جمله در برادفورد، در هال و در گلاسکو مورد استفاده قرار گرفت چرا که یادآور شکوه موروها در کاخ الحمرا در گرانادای اسپانیا بود.